# Büchereizentrale Niedersachsen

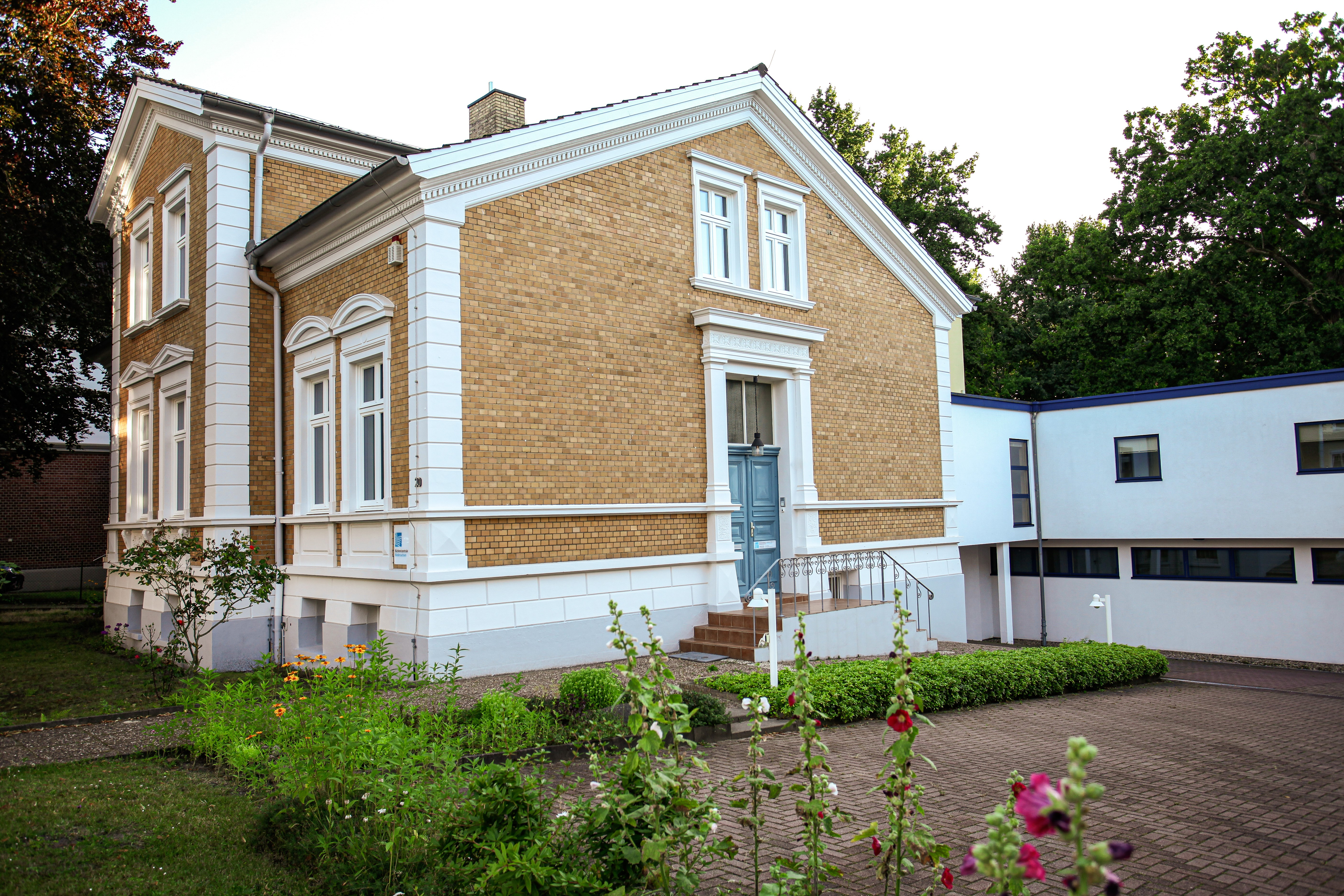
Blick vom Lüner Weg auf die Büchereizentrale

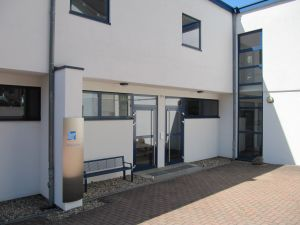
Eingang zum Seminarbereich der Büchereizentrale Niedersachsen

Die Büchereizentrale Niedersachsen ist eine Fachstelle für öffentliche Bibliotheken in Niedersachsen in Trägerschaft des gemeinnützigen und kommunal getragenen Büchereiverbandes Lüneburg-Stade e.V. Sie arbeitet auf nicht-kommerzieller Basis und wird finanziert durch kommunale Beiträge, institutionelle Förderung des Landes Niedersachsen und eigenerwirtschaftete Mittel.
Zu der Büchereizentrale Niedersachsen in Lüneburg gehören außerdem die Beratungsstelle für Öffentliche Bibliotheken Weser-Ems in Aurich und die Beratungsstelle für Öffentliche Bibliotheken Südniedersachsen in Hildesheim. Die Büchereizentrale Niedersachsen fördert mit ihren Leistungen die Arbeit kommunaler Öffentlicher Bibliotheken im Land Niedersachsen. Ihre Ziele sind, die Angebotsbreite und -qualität der Öffentlichen Bibliotheken in Niedersachsen zu verbessern und zu sichern, innovativ weiterzuentwickeln sowie Vernetzungen und Kooperationen zu stärken. Sie ist Ansprechpartnerin für bibliothekspolitische Fragen.
Die Büchereizentrale Niedersachsen bietet den Bibliotheken Beratung zu allen bibliotheksrelevanten Fragen, erarbeitet Gutachten und Stellungnahmen und begleitet einzelne Bibliotheksvorhaben. Das Aufgabenspektrum der Büchereizentrale Niedersachsen umfasst neben weiteren Bereichen ein umfangreiches Fortbildungsangebot, ein jährlich erscheinendes Autorenlesungsprogramm, Themenpakete und zielgruppenorientierte Medienkisten, Ausstellungen und Lesefördermedien und -materialien. Für die Bibliothekssoftware allegro-OEB leistet die Büchereizentrale Niedersachsen die Entwicklung, den Vertrieb und den Support.
Ferner werden von der Büchereizentrale Niedersachsen landesweite Bibliotheksprojekte und -programme initiiert und geleitet. Hierzu gehören z. B. die niedersächsische Zertifizierungsmaßnahme „Bibliothek mit Qualität und Siegel“, die Sommerferien-Leseaktion „Julius-Club“ für Kinder und Jugendliche und das Projekt „Lesestart Niedersachsen“ für Kleinkinder. Der niedersächsische E-Medien-Bibliotheksverbund „Onleihe Niedersachsen“ wird neben weiteren Konsortien von der Büchereizentrale Niedersachsen koordiniert. Die Büchereizentrale begleitet die Bibliotheken beim digitalen Wandel und im Bereich Medienkompetenz und stellt unter anderem Konzepte und Materialien zur digitalen Veranstaltungsarbeit zur Verfügung. Für Mitglieder des Büchereiverbandes Lüneburg-Stade e.V. erbringt die Büchereizentrale Niedersachsen außerdem Dienstleistungen im Bereich der Medienbearbeitung und Reorganisation.
Die Büchereizentrale Niedersachsen kooperiert mit vielen Partnern. Sie ist mit den anderen Bibliotheksfachstellen im Rahmen der „Fachkonferenz der Bibliotheksfachstellen in Deutschland“ bundesweit vernetzt.

## Geschichte
Die Büchereizentrale Niedersachsen ist in ihrer jetzigen Form und mit ihrem heutigen Aufgabenkanon aus dem 1958 gegründeten und ursprünglich nur regional tätigen kommunalen Büchereiverband Lüneburg-Stade e.V. und den vom Land Niedersachsen unterhaltenen vier staatlichen Fachstellen für Öffentliche Bibliotheken hervorgegangen. Als 1987 die vier staatlichen Fachstellen in Niedersachsen durch Landtagsbeschluss aufgelöst wurden, übernahm der Büchereiverband Lüneburg-Stade e.V. 1992 deren bisherige Aufgaben auf Grundlage einer vertraglich vereinbarten institutionellen Landesförderung und gründete dafür die Büchereizentrale Lüneburg, die später aufgrund ihrer landesweiten Zuständigkeit in Büchereizentrale Niedersachsen umbenannt wurde. Zur Erledigung dezentraler Beratungsaufgaben wurden anschließend die Beratungsstellen Südniedersachsen und Weser-Ems gegründet und als Außenstellen der Büchereizentrale Niedersachsen angegliedert.